# Iglesia de Santa Inés de Malenyanes
La iglesia de Santa Inés de Malenyanes (en catalán: església de Santa Agnès de Malanyanes) es una iglesia situada en el término municipal de La Roca del Vallés protegida como Bien Cultural de Interés Local. Es un edificio de nave única con cubierta de bóveda apuntada. Presenta cuatro capillas laterales, tres con bóveda de arista y otra cubierta con cúpula. Tiene un ábside y presbiterio con bóveda de crucería. La portada es de arco apuntado con decoración floral, coronada por un ojo de buey. Delante de ella tiene un pórtico sostenido por columnas y cubierto con tejado de madera. En el campanario hay aspilleras y ventanas, tiene seis aberturas de arco de medio punto hechas con ladrillo.
En el altar mayor se encuentra el retablo mayor de Santa Inés, realizado en 1681 por Jaume Roig y dorado por Joan Colubran. El sagrario data de principios del siglo XVII. En la capilla de la izquierda se encuentra el retablo de San Bartolomé, de 1705.
La primera noticia documental data del año 1022, a pesar de que es posible que existiera con anterioridad. Según Baulies el primer documento sería del año 932. El edificio primitivo es del siglo XII o XIII y se conserva la portada (1306) y la nave. Posteriormente se reformó y amplió. En 1559 se construyó la capilla de Rosario, en 1627 la de San Isidro, en 1705 la de San Bartolomé y en 1765 la del Santo Cristo. El campanario presenta dos fases de construcción, una más antigua de tipo románico y la otra del siglo XVI.